# Cycloes
Cycloes is een geslacht van kreeftachtigen uit de klasse van de Malacostraca (hogere kreeftachtigen).

## Soorten
- Cycloes granulosa De Haan, 1837
- Cycloes marisrubri Galil & Clark, 1996